# 拉鲁斯出版社
拉鲁斯出版社（法語：Éditions Larousse，發音：[edisjɔ̃ laʁus]）是法国的一家出版社，专门出版詞典等参考书。该公司由皮埃尔·拉鲁斯创立，其最知名产品为《小拉鲁斯词典》。
1983年，拉鲁斯出版社被欧洲出版公司收购。1997年，欧洲出版公司被汉威士集团收购。1998年，维旺迪收购了拉鲁斯。2004年，拉鲁斯出版社被阿歇特出版公司收购。